# Ломовское сельское поселение (Пермский край)
Ломовское се́льское поселе́ние — упразднённое муниципальное образование в Уинском районе Пермского края Российской Федерации.
Административный центр — деревня Ломь.

## История
Статус и границы сельского поселения установлены Законом Пермской области от 9 декабря 2004 года № 1870-403 «Об утверждении границ и о наделении статусом муниципальных образований Уинского района Пермской области».
24 мая 2015 года в сельском поселении состоялся местный референдум, в ходе которого 72,15 % избирателей, принявших в нём участие, поддержали ведение разового платежа на реконструкцию водопровода в деревне Ломь. Явка составила 62,22 %.
Законом Пермского края от 28 мая 2018 года № 238-ПК были преобразованы, путём их объединения, Аспинское и Ломовское сельские поселения во вновь образованное Аспинское сельское поселение.

## Население
| 2010 | 2012 | 2013 | 2014 | 2015 | 2016 | 2017 |
| ---- | ---- | ---- | ---- | ---- | ---- | ---- |
| 581  | ↘569 | ↘550 | ↘522 | ↘511 | ↘508 | ↘507 |
| 2018 |      |      |      |      |      |      |
| ↘484 |      |      |      |      |      |      |

## Состав сельского поселения
| № | Населённый пункт | Тип населённого пункта          | Население |
| - | ---------------- | ------------------------------- | --------- |
| 1 | Курмакаш         | деревня                         | 90        |
| 2 | Ломь             | деревня, административный центр | 399       |
| 3 | Митрохи          | деревня                         | 86        |
| 4 | Первомайский     | посёлок                         | 6         |